# Geron paraustralicus
Geron paraustralicus är en tvåvingeart som beskrevs av Neal L. Evenhuis 1979. Geron paraustralicus ingår i släktet Geron och familjen svävflugor. Inga underarter finns listade i Catalogue of Life.